# Silenciando el pasado: El poder y la producción de la Historia
Silenciando el pasado: El poder y la producción de la Historia (Silencing the Past: Power and the Production of History, 1995) es una obra del antropólogo haitiano Michel-Rolph Trouillot que analiza cómo el poder interviene en la creación del conocimiento histórico. El autor sostiene que la historia no es solo un conjunto de hechos del pasado, sino un proceso activo de producción de narrativas, en el que ciertos eventos, voces o perspectivas pueden ser silenciados desde distintos niveles.
Trouillot argumenta que las estructuras de poder moldean activamente las narrativas históricas, determinando qué eventos y voces se incluyen y recuerdan, y cuáles se ignoran o marginan. El libro enfatiza la importancia de los "silencios" en los relatos históricos, destacando lo que se omite y lo que se enfatiza. Estos silencios pueden revelar desigualdades de poder y narrativas dominantes.
Trouillot identifica cuatro etapas en la producción histórica donde puede operar el silenciamiento:
1. El momento de la creación de hechos: lo que se registra o se ignora cuando ocurre un hecho o evento (real o ficticio).
2. El momento de la creación de archivos: qué documentos o evidencias se preservan, registran, resaltan, destruyen o priorizan.
3. El momento de la elaboración narrativa: cómo los historiadores seleccionan, ignoran, ordenan e interpretan los eventos y datos históricos (reales o ficticios).
4. El momento de la interpretación histórica: cómo el público y las instituciones adoptan ciertas versiones del pasado como verdades socialmente aceptables.

El autor ejemplifica su argumento con el caso de la Revolución haitiana (1791–1804), un proceso liderado por esclavos que resultó en la independencia de Haití. Trouillot señala que este evento fue en gran medida ignorado o minimizado en los relatos históricos occidentales, no por falta de evidencia, sino porque desafiaba las ideas dominantes sobre civilización, raza y poder en el siglo XIX. Para él, este tipo de omisión no es casual, sino estructural: está ligado a las relaciones de poder que definen qué merece ser recordado y qué se convierte en silencio.
El libro también examina otros casos, como la historia oficial del Descubrimiento de América, y cómo ciertas narrativas han excluido activamente perspectivas indígenas o africanas. Trouillot enfatiza que el poder opera tanto en la esfera material (archivo, acceso, recursos) como en la simbólica (lenguaje, legitimidad, interpretación).
En suma, Silenciando el pasado es una obra que invita a repensar la historia como un campo atravesado por disputas, donde lo que se recuerda y lo que se olvida está profundamente condicionado por relaciones de poder, tanto en el pasado como en el presente.

## Liga externa
- https://archive.org/details/trouillot-michel-rolph.-silenciando-el-pasado-2017 [1]

1. ↑  M.-R. Trouillot (2017). Trouillot, Michel Rolph. Silenciando El Pasado [2017]. Consultado el 26 de mayo de 2025.